# Kapi (empresa)
Kapi fou una marca catalana de motocicletes, motocarros i microcotxes, fabricats a Barcelona durant els anys 50.

## Història
Kapi fou fundada a Burgos (Espanya) pel capità d'infanteria Federico Saldaña Ramos (d'aquí li ve el nom, ja que Capi és el diminutiu de capità, i amb K quedava més "internacional"). A Burgos ja va desenvolupar un petit vehicle que fou acollit favorablement i el va registrar amb el número de patent 194.762. Tot seguit, Saldaña es va traslladar a Barcelona i s'instal·là inicialment al número 550 del carrer de València, canviant-se després al carrer Robreño, 86. Les seves oficines eren a la Rambla de Catalunya, núm. 41.
El 1956 l'empresa patí serioses dificultats i ben aviat tancà les portes. Entre 1958 i 1959 es liquidaren les unitats en estoc sota la marca Pinguy, i la llicència de fabricació fou venuda a Munguía Industrial, empresa basca que fabricà més endavant el Goggomobil.

## Producció
Kapi va produir gran quantitat de models, dels quals no hi ha gaire documentació.

### Motocicletes
Les motocicletes Kapi es fabricaren entre 1953 i 1957 i duien motor Pons o Hispano Villiers de 125 cc i bastidor Dunjó. D'altra banda, Dunjó produí també alguns motocarros per a Kapi.

### Microcotxes

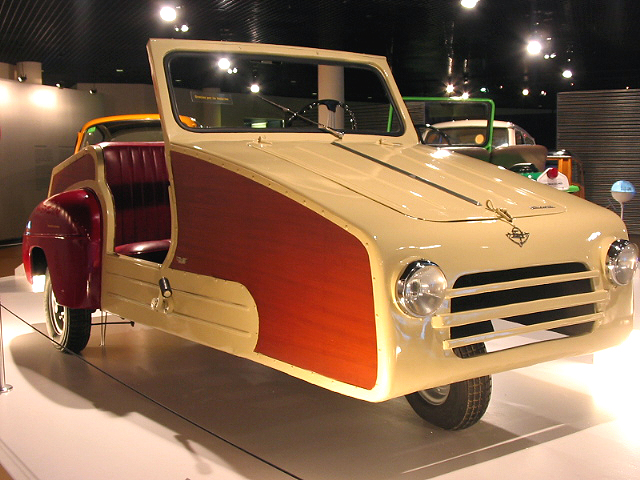
Model Kapiscooter de 1957

Pel que fa als microcotxes, algunes fonts en calculen la producció total al voltant de les 70 unitats i d'altres la situen en gairebé 300. Els models més coneguts són els següents:
- 1950. Primer Kapi fabricat a Barcelona. Es tractava d'un microcotxe de quatre rodes amb carrosseria tipus coupé, motor Montesa de 125 cc i una velocitat màxima de 50 km/h. Més tard, el motor fou substituït per l'Hispano Villiers.
- 1951. Apareix el seu model més conegut, el Kapiscooter, tricicle del qual també n'hi hagué una versió per a transportar mercaderies. La versió 125 F duia motor de dos temps Hispano Villiers de 125 cc, i la 175 F4T un de 175 cc quatre temps Fita AMC. En ambdós casos, amb ubicació posterior i transmissió per cadena a una sola de les rodes.
- 1952. Model descapotable d'escassa producció sense portes amb motor bicilíndric de 350 cc i 16 CV de potència, amb una velocitat màxima de 94 km/h. També s'anuncià un model de 250 cc anomenat Topolino. Els preus d'aquell any eren de 24.000 pts pel Kapiscooter i gairebé 50.000 pel model de 350 cc.
- 1953. Es presenten a la Fira de Mostres de Barcelona dos nous models de carrosseries oberta i tancada amb línies esportives. El model Kapiscooter passa a incorporar també el motor Hispano Villiers de 197 cc amb preus que anaven de les 23.000 a les 24.750 pts.
- 1954. Canvi de denominació dels Kapiscooter: el 125 passa a denominar-se FV3, amb un preu de 24.900 pts (el 175 F4T passa a costar-ne 28.900).
- 1955. Es presenta el Chiqui, cotxet de quatre rodes amb les posteriors molt juntes, que es va vendre a 26.000 pts. També aquest any es presentà el model 4T 7TR de quatre places amb dues portes -que en la versió Lujo costava 32.500 pts- i s'anuncià el Kapi 2CV descapotable amb dues i quatre places, amb un preu de 32.500 pts. Aparegueren també el Platillo Volante ("plat volador") basat en el Kapiscooter però amb portes i sostre, amb línies més modernes, i dos petits automòbils: el JIP 2CV -inspirat en el Jeep clàssic- a 21.900 pts i l'M190, còpia del Mercedes Benz 190 que possiblement no es va arribar a fabricar.